# Demonax lineola
Demonax lineola är en skalbaggsart som beskrevs av Louis Alexandre Auguste Chevrolat 1863. Demonax lineola ingår i släktet Demonax och familjen långhorningar.
Artens utbredningsområde är Filippinerna. Inga underarter finns listade i Catalogue of Life.